# Бургомістр
Бургомі́стр (від нім. Bürgermeister, «господар міщан»), бурмі́стр, розм. бурми́стер — міський голова, начальник (магістр) міщан (бюргерів). Також голова міської адміністрації (виконавчої влади) в німецькомовних та більшості германомовних країн. Інші назви — бюргермайстер, бюргер-магістр, міський магістр тощо. Посада аналогічна сучасній посаді мера.
У великих містах бувають бургомістри районів. В такому випадку голова всього великого міста звичайно зветься «Головний бургомістр» (нім. Oberbürgermeister).
В Священній Римській імперії бургомістр — це вибраний громадянами («бюргерами») керуючий орган місцевої громади. В містах Річі Посполитої, що належали до Магдебурзького права, бургомістр — це голова магістрату, якого зазвичай обирали щокварталу серед райців. На теренах України відомі самоврядні міські громади постали за княжої доби у Володимирі (1324), Сяноку (1339). Поширення самоврядності міст і з ним управління містами бургомістрами настало за польсько-литовської доби. Після 1654 у містах, що потрапили під владу Московського царства, самоуправління і посади бургомістрів були скасовані, окрім декількох міст, оскільки інститут Магдебурзького права там не був відомим.

## Польща
У Польщі цей пост виник в XIII ст. Бурмістр був головою міської ради, а вибирали його члени ради зі свого середовища. В XIX ст. пости бурмістра й голови ради були розділені.
У сучасній Польщі бурмістр, згідно із законом від 8 березня 1990 року, це виконавчий глава ґміни. Виконує постанови міської ради, але також є головою міської адміністрації (магістрату), начальником міських установ, наприклад міського транспорту, комунальних підприємств, дитячих садків, і т. д. Згідно із законами, також може бути начальником відділу запису актів громадянського стану, хоча звичайно відмовляється від цієї посади й номінує начальника.
Аналогом бурмістра в сільській ґміні є війт. У ґмінах з населенням більшим, ніж 100 тис. жителів, аналогом бурмістра є президент міста. Президент є аналогом бурмістра також у декількох містах, у яких населення не перевищує 100 тис., але цей пост історично був уже прийнятий. Бурмістром (війтом, президентом) може стати будь-який громадянин Польщі у віці не менше 25 років, не позбавлений права балотування. Вибори з 2002 року проходять на загальних, рівних, прямих умовах при таємному голосуванні. Строк повноважень — 4 роки.

## Міський уряд
- Bürgermeister у Німеччині, Австрії, а раніше в Швейцарії. В великих містах Німеччини: Берліні, Гамбургу та Бремені — посада бургомістра дорівнює рангу прем'єр-міністра федеральної землі ФРН. У Швейцарії, назву було скасовано в середині 19 століття. Зараз вживаються назви Gemeindepräsident, Stadtpräsident, Gemeindeammann і Stadtammann.
  - Regierender Bürgermeister (букв. Керуючий бургомістр) відповідає англійському «лорд мер».
  - Erster Bürgermeister (букв. Перший бургомістр) в Гамбурзі
  - Bürgermeister und Präsident DES Senats (Бургомістр та президент сенату) в Бремені
  - Oberbürgermeister (Верховний бургомістр) є найпоширенішою версії. Префікс Обер- (lit. верхній) використовується в багатьох системах ранжування на наступний рівень, включаючи військові звання.
- Borgmester (данською мовою)
- Borgomastro O Sindaco-Borgomastro (італійською мовою): в деяких комунах Ломбардії.
- Burgemeester голландською мовою і у Фландрії в Бельгії.
- Бургомістр (французькою), в Бельгії, Люксембурзі та в Демократичній Республіці Конго
- Burmistras (литовською).
- Buergermeeschter (люксембурзькою мовою)
- Polgármester (угорською), отриманих з Німеччини.
- Посадник (Старою церковнослов'янською) Російські місцеві назви (Новгорода), але посадник не мав повноважень бургомістра, оскільки у Московському царстві не було інституту магдебурзького права і самоуправління міст.
- Burmistrz (польською мовою), а також назва Майораль, отримана з Німеччини. Німецька форма Oberbürgermeister ('Верховний бургомістр') часто перекладається як Nadburmistrz. Німецька термінологія відображає участь німецьких поселенців на початку історії багатьох польських міст.
- Borgmästare, kommunalborgmästare (шведська); назва не використовується в Швеції, в наш час[коли?] найближчого еквівалента в kommunalråd (часто перекладається як муніципальний комісар) або borgarråd (тільки в місті Стокгольм).
- Boargemaster (Західно-фризькою мовою)
- Pormestari (фінською мовою)